# Celinnoe (Oblast' autonoma ebraica)
Celinnoe (in lingua russa Целинное) è un centro abitato dell'Oblast' autonoma ebraica, situato nel Leninskij rajon.